# ناگزال
ناگزال یا ناگزالی (به انگلیسی: Naxal or Naxalite) در هندوستان به اعضای هر گروه گریلایی کمونیستی گفته می‌شود که با حزب کمونیست هند (مائوئیست) در پیوند باشد. واژهٔ ناگزال از نام روستایی به نام ناگزالباری در بنگال غربی گرفته شده‌است که آغاز مبارزات این جنبش بدان بازمی‌گردد. ناگزالی‌ها به عنوان کمونیست‌های رادیکال چپ شناخته می‌شوند و از ایدئولوژی و تمایلات سیاسی مائوئیست‌ها پشتیبانی می‌کنند. ریشه‌های اولیهٔ ناگزال را می‌توان در گسستی دنبال کرد که در ۱۹۶۷ در حزب کمونیست هند (مارکسیست) پدید آمد و به شکلگیری حزب کمونیست هند (مارکسیست-لنینیست) انجامید. در آغاز مرکز جنبش در بنگال غربی بود، اما در سال‌های بعد، به واسطهٔ فعالیت گروه‌های زیرزمینی مانند حزب کمونیست هند (مائوئیست) در مناطق کمتر توسعه یافتهٔ روستایی جنوب و شرق هند مانند چتیسگر، اوریسا و آندرا پرادش گسترش یافت.
سرویس اطلاعات هند، بال تحقیقاتی و تحلیل هندوستان، در سال ۲۰۰۶ شمار کادرهای مسلح ناگزال را ۲۰ هزار نفر و اعضای ثابت آن را ۵۰ هزار نفر تخمین زد. تأثیر در حال رشد آن‌ها سبب شد تا مانموهان سینگ نخست‌وزیر هند از ناگزال به عنوان «جدی‌ترین تهدید داخلی برای امنیت ملی هند» یاد کند. ناگزالی‌ها و دیگر گروه‌های مسلح ضد دولت را اغلب با عنوان افراطی مورد اشارهٔ رسانه‌ها قرار می‌گیرند.
در فوریهٔ ۲۰۰۹ دولت مرکزی هند اقدامی جدید را در سطح کشور اعلام کرد که «برنامهٔ عمل یکپارچه» (به انگلیسی: Integrated Action Plan - IAP) نامیده می‌شد و طی آن عملیاتی گسترده با هدف برخورد با مسئلهٔ ناگزال در همهٔ مناطق درگیر (کارناتاکا، چتیسگر، اوریسا، آندرا پرادش، مهاراشترا، جارکند، بهار، اوتار پرادش و بنگال غربی) به راه افتاد. مهم‌تر آنکه در این برنامه بودجه ای برای پروژه‌های توسعهٔ اقتصادی مردم نهاد در نواحی تحت تأثیر ناگزالی‌ها در نظر گرفته شده‌است. همچنین به منظور محدود کردن بیشتر ناگزال، بودجهٔ پلیس ویژه افزایش داده شده‌است تا نفوذ ناگزال در این مناطق کاهش یابد.
در سال ۲۰۰۹ ناگزالی‌ها دست کم در ۱۸۰ ناحیه در ۱۰ ایالت هند فعال بودند. در ماه آگوست ۲۰۱۰، پس از یک سال کامل اجزای «برنامهٔ عمل یکپارچه» ایالت کارناتاکا از فهرست ایالت‌های زیر تأثیر ناگزال خارج شد. در ژوئیه ۲۰۱۱، شمار نواحی تحت تأثیر ناگزال به ۸۳ ناحیه در ۹ ایالت (شامل ۲۰ ناحیهٔ دیگر) کاهش یافت. در ماه دسامبر ۲۰۱۱ دولت ملی گزارش داد که شمار افرادی که در ارتباط با ناگزال مرده‌اند یا زخمی شده‌اند در سطح کشور کاهش یافته و به ۵۰ درصد میزان آن در سال ۲۰۱۰ رسیده‌است. در سال ۲۰۱۳ مائوئیست‌ها مسئولیت ۱۹۲ مرگ را بر عهده گرفتند که این رقم برابر با نیمی از همهٔ مرگ‌هایی بوده که در هند بر اثر ترور صورت گرفته‌است.

## تاریخ
واژهٔ ناگزال از واژهٔ ناگزالباری گرفته شده‌است که روستایی کوچک در بنگال غربی است، از این روستا بود که بخشی از حزب کمونیست هند (مارکسیست) به رهبری چارو مازومدار، کانو سانیال و زانگال سانتال خیزش خونینی را در سال ۱۹۶۷ آغاز کردند. در روز ۱۸ مه ۱۹۶۷ سیلیگوری کیشان سابا که زانگال ریاست آن را بر عهده داشت اعلام کرد که از جنبشی که کانو سانیال آغاز نموده حمایت می‌کند و آماده است تا با مبارزهٔ مسلحانه به منظور توزیع مجدد زمین میان مردم بی زمین هماهنگ شود. در هفتهٔ پس از آن، یک دهقان در نزدیکی ناگزالباری به دلیل اختلاف بر سر زمین از سوی افراد یکی از ملاکین مورد حمله قرار گرفت. در ۲۴ مه، هنگامی که تیم پلیس برای دستگیری زهبران دهقان‌ها وارد روستا شد، مورد کمین گروهی از مردم قبیله قرار گرفت که توسط طانگال سانتال رهبری می‌شدند. این حمله سبب مرگ بازرس پلیس شد. این حادثه سبب تشویق مردم قبیلهٔ سانتال و دیگر مردم فقیر برای پیوستن به جنبش شد و آغازگر حملاتی علیه ملاکین محلی بود.
این درگیری‌ها به زمانی بازمی‌گردد که اجرای پنجمین و نهمین برنامهٔ قانون اساسی هند شکست خورده بود. (در این رابطه نک به مقالهٔ ای. ن. راموهان) این برنامه‌ها بر روی کاغذ، برای ایجاد شکلی از خودمختاری محدود قبیله ای با توجه به بهره‌برداری مردم از منابع طبیعی سرزمین خودشان -به عنوان مثال منابع دارویی و معادن- تهیه شده بودند؛ و «قانون سقف زمین»، جذب زمین توسط ملاکین را محدود می‌ساخت و زمین اضافه را در میان کارگران و دهقانان بی زمین توزیع می‌کرد. همچنین نظام کاستی جنبهٔ اجتماعی مهم دیگری از این کشمکش‌ها بود.
مائو تسه‌تونگ رهبری ایدئولوژیک جنبش ناگزالباری را فراهم ساخته بود و روستاییان و مردم قبایل فرودست هند در حمایت از آن به دنبال سرنگونی دولت و طبقهٔ حاکم با توسل به زور بودند. شمار زیادی از نخبگان شهری نیز مجذوب این ایدئولوژی بودند که از طریق نوشتجات چارو مازومدار - به خصوص هشت سند تاریخی که مبنای ایدئولوژی ناگزال را شکل داده بود- نشر یافته بود.
در آن زمان، رهبران این انقلاب اعضای حزب کمونیست هند (مارکسیست) بودند که درست چند ماه پیش به دولت ائتلافی در بنگال غربی پیوسته بودند. رهبرانی مانند هاره کریشنا کونار وزیر مسائل ارضی تا همین اواخر «داد از شعارهای انقلابی می‌زد، و مصادرهٔ مسلحانهٔ زمین را به عنوان بخشی جدایی ناپذیر از برنامهٔ حزب مطرح می‌کرد.» با این حال، آن هنگامی که حزب کمونیست هند (مارکسیست) در قدرت قرار گرفت، خیزش مسلحانه را تأیید نکرد و همهٔ رهبران و سمپات‌ها در کلکته از حزب اخراج شدند.
به دنبال آن، در نوامبر ۱۹۶۷، این گروه که توسط رای سوشیتال چاودوری رهبری می‌شد، کمیتهٔ هماهنگی انقلابیون کمونیست همهٔ هند (AICCCR) را سازمان داد. خیزش‌های خشونت‌آمیزی در چند بخش از کشور سازمان داده شد و در ۲۲ آوریل ۱۹۶۹ (روز تولد لنین)، کمیتهٔ هماهنگی جشن تولد حزب کمونیست هند (مارکسیست-لنینیست) را اعلام کرد.
در عمل، ریشهٔ همهٔ گروه‌های ناگزال به حزب کمونیست هند (مارکسیست-لنینیست) بازمی‌گردد. یک انشعاب جداگانه از ابتدای کار مرکز کمونیستی مائوئیستی بود که بعداً با گروه جنگ خلق ادغام شد و حزب کمونیست هند (مائوئیست) نام گرفت. انشعاب سوم مربوط به کمونیست‌های انقلابی آندرا بود که به صورت عمده در مرکز همبستگی انقلابیون کمونیست هند (مارکسیست-لنینیست) بروز یافت. این مرکز از مشی توده ای پیروی می‌کرد که میراث ت. ناگی ردی بود و در همان مراحل اولیه در کمیتهٔ هماهنگی انقلابیون کمونیست همهٔ هند (AICCCR) نفوذ یافت.
در دههٔ ۱۹۷۰، جنبش به جناح‌های مخالف تقسیم و چندپارچه شد. در ۱۹۸۰ تخمین زده می‌شد که نزدیک به ۳۰ گروه ناگزال با مجموع اعضایی برابر با ۳۰ هزار نفر فعال باشد.

### درگیری در بنگال غربی
در حدود ۱۹۷۱ ناگزال‌ها در بخش‌های رادیکال جنبش دانشجویی در کلکته حضور قدرتمندی به دست آوردند. دانشجوها دانشگاه را با هدف پیوستن به ناگزالی‌ها ترک کردند. مازومدار برای جذب دانشجویان بیشتر به سمت سازمان، اعلام کرد جنگ انقلابی مانند سابق تنها منحصر به مناطق روستایی نیست، بلکه باید به‌طور خودبخودی و در همه جا اتفاق بیفتد. مازومدار حکم «مشی نابودی» را اعلام کرد که طی آن، ناگزالی‌ها می‌باید «دشمنان طبقاتی» (مالکین، تاجران، استادان دانشگاه، مأموران پلیس، سیاستمداران راست و چپ) و دیگران را به صورت فردی ترور کنند.
وزیر ارشد، سیذارتا شانکار رای از حزب کنگره اقدامات مخالف قدرتمندی علیه ناگزال‌ها انجام داد. پلیس بنگال غربی برای متوقف ساختن ناگزال می‌جنگید. ادعا می‌شد که خانهٔ سومن میترا، عضو مجلس قانونگذاری بنگال غربی از شهر سیلداه به اتاق شکنجه ای تبدیل شده که ناگزالی‌ها در آن به‌طور غیرقانونی توسط پلیس و اعضای کنگره زندانی شده‌اند. کادرهای حزب کمونیست هند (مائوئیست) نیز شامل این ترور دولتی می‌شدند. پس از تلفات بسیار و مواجهه با رد عمومی «مشی نابودی» مازومدار، ناگزالی‌ها از سوی پلیس بنگال غربی به نقض حقوق بشر متهم شدند، این نشان می‌داد که دولت به‌طور مؤثری در یک جنگی داخل می‌جنگد و اینکه تعارفات دموکراتیک در جنگ جایگاهی ندارد، به ویژه هنگامی که حریف با هنجارهای دموکراتیک و مداراگرانه نمی‌جنگد.
بخش‌های بزرگی از جنبش ناگزال به پرسش کشیدن رهبری مازومدار را آغاز کردند. در سال ۱۹۷۱ حزب کمونیست هند (مائوئیست) با شورش ساتیانارایان سینگ علیه رهبری مازومدار دچار انشعاب شد. در ۱۹۷۲ مازومدار از سوی پلیس دستگیر شد و در زندان آلیپور جان سپرد. مرگ او به چندپارچگی جنبش شتاب بخشید.

### عملیات اسبدوانی
در ژوئیهٔ ۱۹۷۱، ایندیرا گاندی از امتیاز قانون ریاست جمهوری استفاره کرد و ارتش هند را علیه ناگزال‌ها بسیج کرد و عملیات ضد شورش عظیمی را با ترکیبی از ارتش و پلیس به راه انداخت که عملیات اسبدوانی نامیده شد. در این عملیات صدها عضو ناگزال کشته و بیش از ۲۰ هزار عضو و مظنون، از آن جمله رهبران ارشد دستگیر شدند.